# 20964 Монс Наклеті
20964 Монс Наклеті (20964 Mons Naklethi) — астероїд головного поясу, відкритий 16 жовтня 1977 року.
Тіссеранів параметр щодо Юпітера — 3,494.